# 5625 Jamesferguson
Az 5625 Jamesferguson (ideiglenes jelölés 1991 AO2) a Naprendszer kisbolygóövében található aszteroida. Robert H. McNaught fedezte fel 1991. január 7-én.